# Mantoida tenuis
Mantoida tenuis es una especie de mantis de la familia Mantoididae.

## Distribución geográfica
Se encuentra en  Argentina y Brasil.